# Nicolas Cazalé
Pour les articles homonymes, voir Cazale.
Nicolas Cazalé, né le 24 avril 1977 à Pau, est un acteur de cinéma et de télévision français.

## Biographie
Né d'un père francais et d'une mère algérienne, Nicolas Cazalé grandit dans le Béarn et les environs de Villeneuve-sur-Lot,. En 2003, il a joué le rôle de Vendredi, dans le téléfilm Robinson Crusoé, avec Pierre Richard dans celui du héros éponyme.
Il a percé en tant qu'acteur de cinéma grâce à son rôle dans Le Clan de Gaël Morel où il jouait Marc, l'un des trois frères, personnages principaux de ce drame, aux côtés de Stéphane Rideau, Salim Kechiouche et Aure Atika. Puis il est apparu dans les films Saint-Jacques… La Mecque et surtout Le Grand Voyage.
En 2005, succédant à Samuel Le Bihan, il devient l'égérie de la marque française Chevignon pour ses différentes campagnes publicitaires par photos et pour ses catalogues.
L'année suivante, il partage l'affiche de Pars vite et reviens tard de Régis Wargnier aux côtés de Michel Serrault, José Garcia et Marie Gillain. Cette exposition lui permet de tenir ensuite le premier rôle de films différents tels que Le Fils de l'épicier, U.V. en 2007 et Mensch en 2009.
À partir d'avril 2013, il apparaît dans la publicité Sport Extrême de Kenzo, la marque l'ayant déjà sollicité dans un précédent spot publicitaire.

## Filmographie

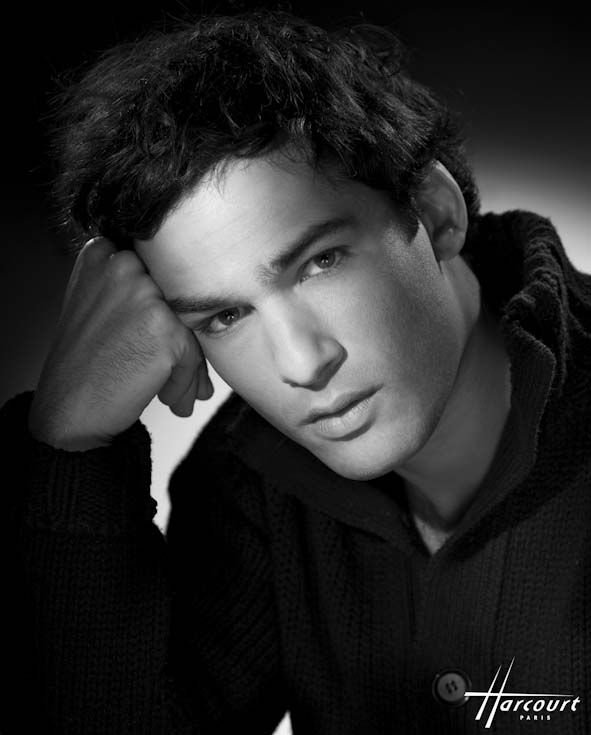
Nicolas Cazalé en 2008.

### Cinéma
- 2000 : Bella Ciao de Stéphane Giusti : Jean
- 2003 : Les Chemins de l'Oued de Gaël Morel : Samy
- 2004 : Le Grand Voyage de Ismaël Ferroukhi : Réda
- 2004 : Le Clan de Gaël Morel : Marc
- 2005 : Saint-Jacques… La Mecque de Coline Serreau : Saïd
- 2006 : Pars vite et reviens tard de Régis Wargnier : Damas
- 2007 : Le Fils de l'épicier d'Éric Guirado : Antoine
- 2007 : U.V. de Gilles Paquet-Brenner : Boris
- 2007 : Caótica Ana de Julio Medem : Saïd
- 2009 : Mensch de Steve Suissa : Sam Hazak
- 2010 : Stretch de Charles de Meaux : Christophe
- 2013 : Marie M. (court métrage) de Christophe Louis : Samir Lartigas
- 2014 : Géographie du cœur malchanceux (Geography of the Heart), segment Paris de David Allain et Alexandra Billington : Manu
- 2015 : L'Âge de déraison (court métrage) de Christophe Louis : Luca
- 2015 : Let's Dream of a New World de Juan Solanas : Luca
- 2020 : Filles de Joie de Frédéric Fonteyne et Anne Paulicevich : Yann
- 2021 : Un jour viendra (court métrage) de lui-même : Eric
- 2022 : Overdose d'Olivier Marchal : Reyanl
- 2023 : Waiting for Dali (Esperando a Dali) de David Pujol : François
- 2023 : Magnificat de Virginie Sauveur : Jérémy
- 2024 : Top Floor de Jérémy Minui : Greg

### Télévision
- 2000 : Louis Page, épisode Les Gens du voyage de Jean Nainchrik (série télévisée) : Antonio
- 2001 : Julie Lescaut, saison 10, épisode 6 Récidive de Vincent Monnet (série télévisée) : Farid
- 2002 : Fabio Montale de José Pinheiro, épisode Total Kheops (mini-série) : Le jeune boxeur
- 2002 : Les P'tits Lucas de Dominique Ladoge (téléfilm) : Nicolas
- 2003 : L'Amour dangereux de Steve Suissa (téléfilm) : Simon
- 2003 : Robinson Crusoë de Thierry Chabert (série télévisée) : Vendredi
- 2004 : La Vie dehors de Jean-Pierre Vergne (téléfilm) : Josée
- 2009 : Conte de la frustration de Didier D. Daarwin et Akhenaton (téléfilm) : Dan
- 2011 : 1, 2, 3, voleurs de Gilles Mimouni (téléfilm) : Luis
- 2014 : Virage Nord de Virginie Sauveur (mini-série télévisée) : Nicolas Couturier
- 2018 : Fiertés de Philippe Faucon (mini-série télévisée) : Sélim
- 2018 : Le Bureau des légendes, saison 4, épisode 3 (série télévisée) : Iode 2 (Abu Muftaris)
- 2021 : Stalk, 3 épisodes (série télévisée) : Bilal
- 2022 : Sam, saison 6, épisode 4 Alice de Philippe Lefebvre (série télévisée) : Franck, père d'Alice, une élève
- 2022 : Les Rivières pourpres, saison 4, épisodes 5 et 6 (série télévisée) : Philippe Cernac
- 2022-2023 : L'Internat : Las Cumbres, saisons 2 et 3 (série télévisée) : Marcel
- 2022-2023 : Vise le cœur de Vincent Jamain (mini-série) : Raphaël
- 2025 : Apparences d'Émilie Grandperret : Stanislas Grégory

### Réalisateur
- 2010 : Le Temps d'après (court métrage de fiction de 15') avec Daniel Duval
- 2013 : Croire (court métrage de fiction de 19') avec Emmanuelle Seigner
- 2021 : Un jour viendra (court métrage de fiction de 28')  avec Audrey Bonnet